# Bemiser
Bemiser es una marca distribuidora de ropa deportiva de la empresa española Printing Dimensión 2000 S. L., cuya sede se encuentra en Cuarte de Huerva (Zaragoza).

## Localización
C/ Castilla, nave 24, Cadrete.